# 舊正交流道
舊正交流道為臺灣國道六號的交流道，位於臺灣臺中市霧峰區舊正，為了能便利霧峰區南端和南投縣草屯鎮北端的居民，故興建此交流道。指標為3k。本交流道當初通車時僅設計西向出口、東向入口，於2011年1月31日通車。後來增建西向入口匝道和東向出口匝道，並在2016年9月28日通車。
|  | 3 舊正 |  | 霧峰 草屯 |

## 鄰近公路
- 台3線
- 台63線：萬豐交流道
- 中117線
- 中118線

## 外部連結
- 國道六號舊正交流道示意圖 （页面存档备份，存于）（交通部高速公路局）